# Dave Mattacks

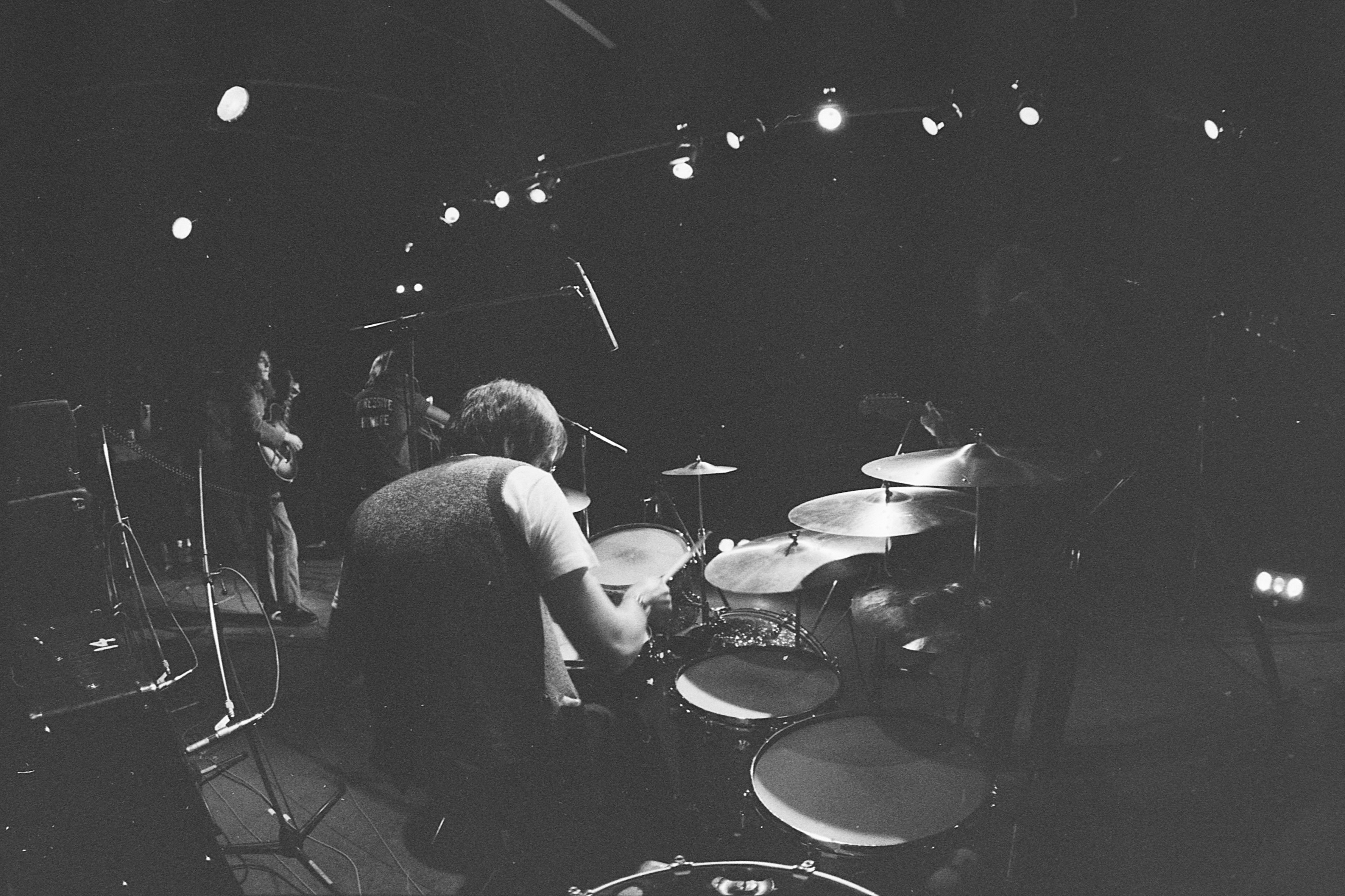
Dave Mattacks

David James 'Dave' Mattacks (Edgware (Middlesex, Engeland), 13 maart 1948) is een rock- en folkdrummer. Voor hij begon te 'trommelen' was hij pianostemmer. Hij speelde met verschillende jazzbands voor hij drummer werd bij de electric folk-band Fairport Convention in 1969. Hij had ook als sessiemuzikant met verschillende bands en muzikanten gewerkt.
In 1998 is DM, zoals hij wordt genoemd, vertrokken naar Marblehead, Massachusetts in de Verenigde Staten, waar hij als een gezocht studiomuzikant, producer en drummer van de  band Super Genius, nog steeds toert door het Verenigd Koninkrijk, Europa, en Australië.
Híj heeft getoerd en albums gemaakt met:
- Fairport Convention
- Kate and Anna McGarrigle
- Chris Rea
- Ralph McTell
- Mickey Jupp
- Everything But the Girl
- Richard Thompson
- Georgie Fame
- Jethro Tull
- Ashley Hutchings
- Steeleye Span
- Feast of Fiddles

Hij heeft getoerd met:
- Nick Heyward
- Andy Fairweather-Low
- Grey DeLisle
- Rosanne Cash

Hij komt op albums voor van
- Mike Heron
- Incredible String Band
- Elton John
- XTC
- Paul McCartney
- Camel
- George Harrison
- Cat Stevens
- Loudon Wainwright III
- Mary Chapin Carpenter
- Brian Eno
- Alison Moyet
- Martin Phillipps
- Joan Armatrading
- Jimmy Page
- The Proclaimers
- Gary Brooker
- Elkie Brooks
- Nick Drake
- Liane Carroll
- Sandy Denny
- Super Genius
- Four Piece Suit
- Barbara Dickson
- The Happy Kenneths
- Sebastian Santa Maria
- Shelagh McDonald
- Shirley Collins
- Spirogyra